# Cantorova věta o průniku kompaktů
Cantorova věta o průniku kompaktů tvrdí: Nechť {\displaystyle K_{1}\supset K_{2}\supset K_{3}...} je posloupnost do sebe vnořených neprázdných kompaktů. Pak jejich průnik je neprázdná množina.

## Důkaz
Zvolím posloupnost {\displaystyle \{x_{n}\}_{n=1}^{\infty }} tak, že pro každé přirozené číslo {\displaystyle i} je {\displaystyle x_{i}\in K_{i}}. Díky tomu, že {\displaystyle K_{1}} je kompakt, lze z této posloupnosti vybrat podposloupnost konvergující k {\displaystyle x_{0}\in K_{1}}.
Dále si všimnu, že pro každé {\displaystyle n\in \mathbb {N} } leží všechny členy od jistého indexu této vybrané podposloupnosti uvnitř {\displaystyle K_{n}} (díky způsobu, jakým jsou do sebe kompakty vnořeny). To platí pro každé přirozené číslo {\displaystyle n}, tedy průnik až do nekonečna je neprázdný.